# Hakovuori
La colline fortifiée Hakovuori (finnois : Hakovuori) ou colline Hakovuori de Vanaja (finnois : Vanajan Hakovuori) est une colline fortifiée à Vanaja en Finlande

## Présentation
Hakovuori est une colline fortifiée de l'âge du fer, située sur la rive ouest du lac Vanajavesi à environ 1,5 km au sud-ouest de l'église de Vanaja. 
La crête de la montagne est le prolongement de l'esker Hattelmalanharju et est située à l'Est de l'intersection de la route nationale 10 et de la route nationale 3,,.
La colline s'élève à 45 mètres au-dessus de la surface du lac Vanajavesi et mesure 350 mètres de long et 200 mètres de large.